# Stuart Garson
Pour les articles homonymes, voir Garson.
Stuart Sinclair Garson (1er décembre 1898-5 mai 1977), est un avocat et homme politique canadien. Il a été premier ministre du Manitoba de 1943 à 1948, ainsi que député provinciale de la circonscription de Fairford (en) de 1927 à 1932 à titre de député progressiste et à partir de cette date jusqu'à 1948 à titre de député libéral-progressiste.
Il est également député fédéral libéral de la circonscription manitobaine de Marquette de 1948 à 1957. Il est ministre dans le cabinet du premier ministre Louis St-Laurent

## Biographie
Né à St. Catharines en Ontario, Garson s'installe au Manitoba avec ses parents en 1901. Il étudie et gradue en droit de l'Université du Manitoba en 1918 et est nommé au barreau l'année suivant. Pratiquant le droit à Ashern de 1919 à 1928, il entame ensuite une carrière publique.

### Carrière politique

#### Politique provinciale
Élu à l'Assemblée législative du Manitoba en tant que député progressiste de Fairford en 1927 contre le libéral sortant Albert Kirvan (en), il est réélu en 1932 contre le même adversaire. Tôt en 1932, Garson est l'un des membres fondateurs de la coalition libéral-progressiste dans la province.
Nommé Trésorier provinciale (en) en september 1936, il devient également ministre responsable de la Commission d'énergie du Manitoba (Manitoba Hydro) en novembre 1940. S'ajoute aussi le poste de ministres des Utilités publiques en mai 1941. Il conserver l'ensemble de ses ministères lorsqu'il remplace John Bracken au poste de premier ministre du Manitoba en janvier 1943. Conservant la Trésorerie provinciale, il abandonne ses deux autres ministères en 1944.
Le gouvernement Garson est légèrement un peu plus interventionniste que le gouvernement précédent de Bracken, ainsi que celui de son successeur, Douglas Lloyd Campbell. Garson s'active dans un programme d'électrification rurale rapide et fait plusieurs efforts afin de répondre aux besoins des soldats de retour de la Seconde Guerre mondiale. Malgré cet interventionnisme, il rejette les demandes des Sociaux-démocrates provinciaux (CCF) d'introduire des programmes de logements sociaux et de pensions pour aînés. 
Sous la gestion de Garson, l'alliance libérale-progressiste devient un parti unifié, bien que dominé par d'anciens membre du Parti progressiste. Son gouvernement entretien également de proches relations avec le gouvernement libéral fédérale de William Lyon Mackenzie King.

#### Politique fédérale
À la demande du nouveau premier ministre canadien, Louis St-Laurent, Garson se lance en politique fédérale en 1948. En novembre 1948, il devient ministre de la Justice et procureur général et entre à la Chambre des communes du Canada à la faveur d'une élection partielle tenue dans Marquette le mois suivant. Membre influent du cabinet St-Laurent durant neuf ans, il sert également comme solliciteur général de 1950 à 1952.
Défait dans sa circonscription, tout comme le gouvernement libéral, lors de l'élection de 1957, il est délogé par les Progressistes-conservateurs de John Diefenbaker et leur percée dans les Prairies.
Il est fait compagnon de l'Ordre du Canada en 1971.